# Plasmophagus deformans
Plasmophagus deformans är en svampart som först beskrevs av Serbinow, och fick sitt nu gällande namn av M.W. Dick 2001. Plasmophagus deformans ingår i släktet Plasmophagus, ordningen Chytridiales, klassen Chytridiomycetes, divisionen pisksvampar och riket svampar.   Inga underarter finns listade i Catalogue of Life.